# Au rythme de mon cœur (téléfilm)
Pour les articles homonymes, voir Au rythme de mon cœur.
Au rythme de mon cœur (The Obsession) est un téléfilm américain réalisé par David Winkler, diffusé le 17 juillet 2006 sur Lifetime.

## Synopsis
Deborah divorce après s'être rendue compte que son mari la trompait. Erika, sa fille, prépare un concours avec Monsieur Capas, son professeur de danse, qu'elle admire depuis plus de dix ans. Mais celui-ci envoie une lettre de démission à l'école. Madame Darnell, la directrice de l'établissement, trouve bientôt un remplaçant dont les références sont excellentes. Erika, déçue du départ de M. Capas, va vite retrouver confiance en elle grâce à Reed Halton son nouveau professeur.

## Fiche technique
- Titre original : The Obsession
- Réalisation : David Winkler
- Scénario : Christopher Morro
- Photographie : Adam Sliwinski
- Musique : Peter Allen
- Société de production : Front Street Pictures
- Pays : États-Unis
- Durée : 90 minutes

## Distribution
- Daphne Zuniga (VF : Déborah Perret) : Deborah Matthews
- Elise Gatien (VF : Chloé Berthier) : Erika Matthews
- Sebastian Spence (VF : Éric Legrand) : Reed Halton
- Jenny Levine (en) : Linda Irving
- Herb Beaverstone : Mr. Capas
- Nels Lennarson (VF : Lionel Tua) : Jason
- Khaira Ledeyo : Annie Sturgis
- Patricia Dalquist : Mrs. Darnell
- Nolan Gerard Funk : Jesse Sherman
- William MacDonald (VF : Jean-François Aupied) : détective Phil Mackey